# Гейчана
Гейчана (рум. Găiceana) — село у повіті Бакеу в Румунії. Входить до складу комуни Гейчана.
Село розташоване на відстані 228 км на північ від Бухареста, 35 км на південний схід від Бакеу, 96 км на південь від Ясс, 118 км на північний захід від Галаца, 145 км на північний схід від Брашова.

## Населення
За даними перепису населення 2002 року у селі проживали 1007 осіб, з них 1003 особи (99,6%) румунів. Усі жителі села рідною мовою назвали румунську.